# Brasil en los Juegos Olímpicos de Turín 2006
Brasil estuvo representado en los Juegos Olímpicos de Turín 2006 por nueve deportistas, seis hombres y tres mujeres, que compitieron en cuatro deportes.
La portadora de la bandera en la ceremonia de apertura fue la deportista de snowboard Isabel Clark. El equipo olímpico brasileño no obtuvo ninguna medalla en estos Juegos.